# Puelo Bajo
Puelo Bajo corresponde a un sector de la localidad de Río Puelo, comuna de Cochamó, Provincia de Llanquihue, Chile.
Este sector se ubica en la margen sur del Río Puelo en la confluencia de éste con el Estero Río Puelo Chico, frente a la localidad de Sotomó a la cual se puede acceder sólo en lancha desde Puelo Bajo.

## Turismo
En esta localidad no existen servicios de alojamiento registrados.
La localidad se destaca por la actividad de pesca recreativa y por su proximidad a los Baños de Sotomó ubicados en sus proximidades.

## Accesibilidad y transporte
Se accede a este sector de Puelo a través de la Ruta V-69. 
En este sector se ubica el Aeródromo Puelo Bajo.